# Adam Werschner

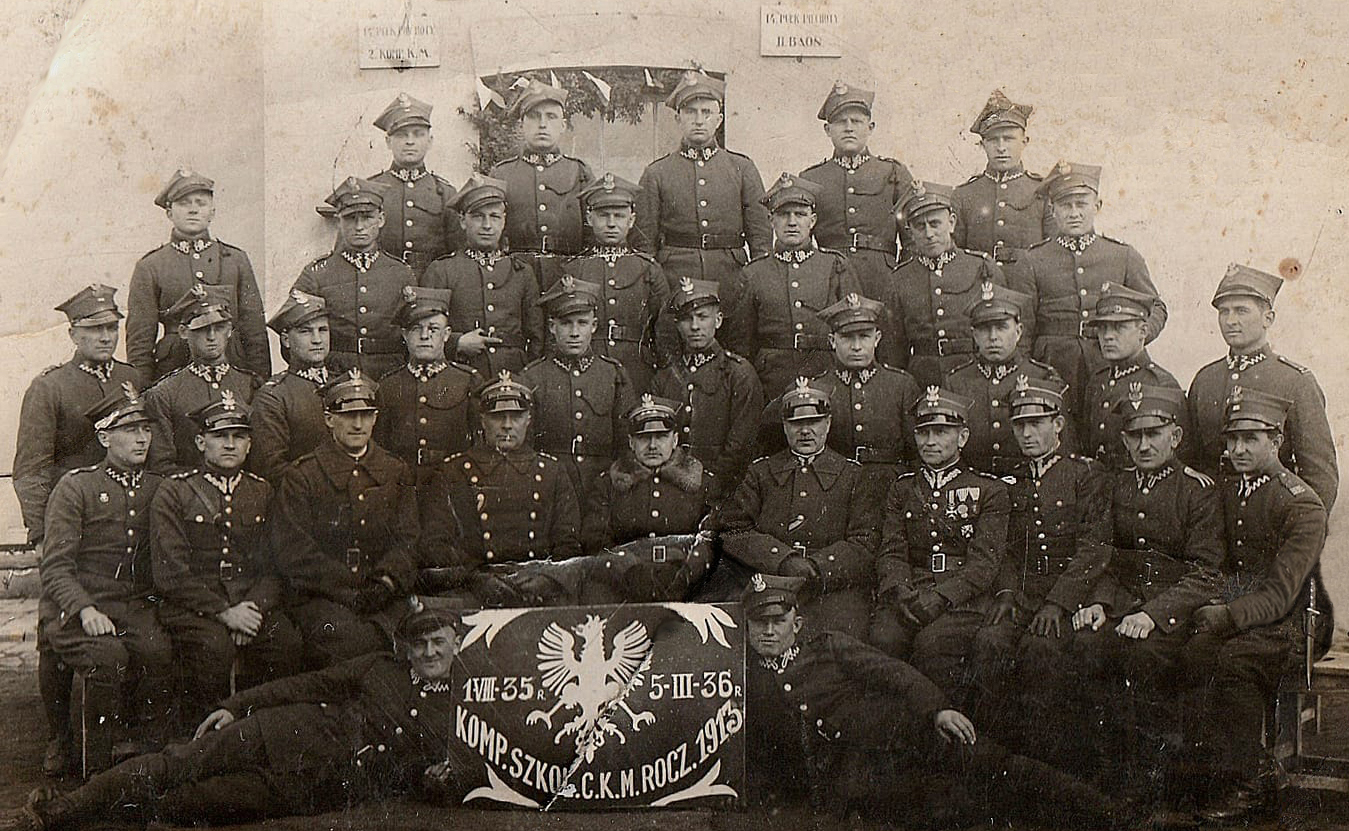
Kompania szkolna ckm 14 pp w dniu 5 marca 1936. Siedzą od prawej: 3 – ppor. Czesław Omielanowicz, 4 – por. Józef Minkina, 5 – ppłk Adam Werschner, 7 – ppłk Franciszek Sudoł, 8 – mjr Aleksander Fiszer, 9 – por. Stanisław Domagalski. W II rzędzie od dołu jako pierwszy z prawej stoi kpr. Kazimierz Dwojaczny.

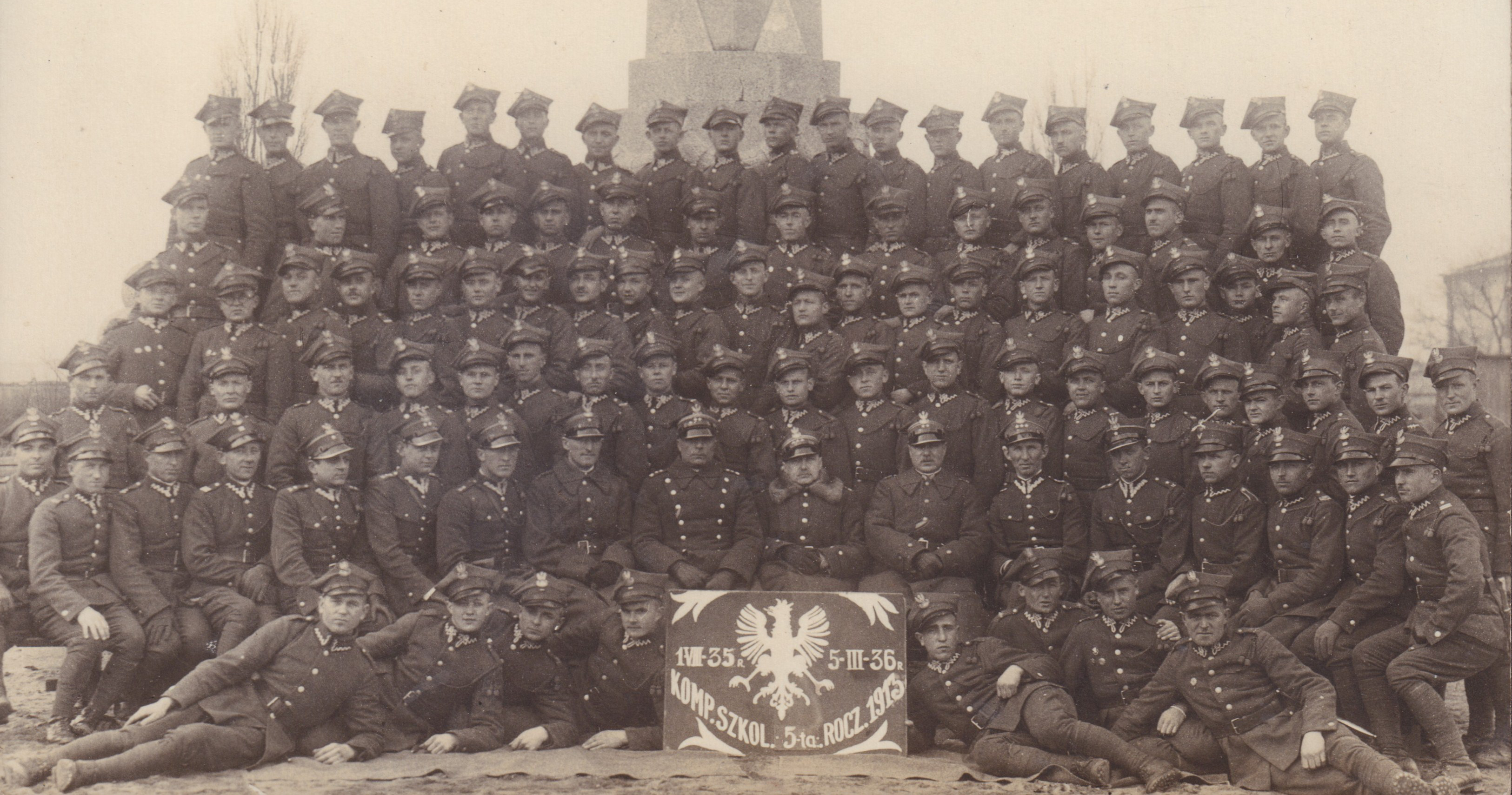
Kompania szkolna 14 pp w dniu 5 marca 1936. Siedzą od prawej: 5 – ppor. Mieczysław Nejman, 6 – kpt. Józef Rodzeń, 7 – ppłk Adam Werschner, 9 – ppłk Franciszek Sudoł, 10 – mjr Aleksander Fiszer, 13 – ppor. Czesław Rolecki.

Adam Werschner (ur. 1 maja 1894 w Janowie, zm. 18 kwietnia 1976 w Chicago Heights) – podpułkownik dyplomowany piechoty Wojska Polskiego, kawaler Orderu Virtuti Militari.

## Życiorys
Urodził się 1 maja 1894 w Janowie, w ówczesnym powiecie gródeckim Królestwa Galicji i Lodomerii, w rodzinie Ignacego i Katarzyny z domu Leibel. Ukończył cztery klasy szkoły powszechnej, siedmioklasową Wojskową Wyższą Szkołę Realną w Hranicach oraz rozpoczął naukę w Terezjańskiej Akademii Wojskowej w Wiener Neustadt.
15 października 1914 został powołany do służby wojskowej w c. i k. Armii. Z dniem 1 lipca 1915 roku został awansowany na stopień porucznika. Do roku 1918 był oficerem 58 pułku piechoty w Stanisławowie, w szeregach którego uczestniczył w walkach I wojny światowej. W armii Austro-Węgier służył do 28 października 1918 roku, będąc w tym czasie trzykrotnie rannym.
Po zakończeniu wojny, dekretem Wodza Naczelnego Józefa Piłsudskiego z dnia 27 grudnia 1918 r., został przyjęty do Wojska Polskiego, jako były oficer armii austro-węgierskiej. Na podstawie rozkazu Nr 178 wydanego przez Szefa Sztabu Generalnego, gen. dyw. Stanisława Szeptyckiego, otrzymał z dniem 1 listopada 1918 roku przydział (w stopniu porucznika) do Okręgu Przemyskiego. Kształcił się w Wyższej Szkole Wojennej w Warszawie, w której został absolwentem II Kursu Adiutantów, przeprowadzonego w okresie od 1 maja do 7 czerwca 1919 roku. Następnie został słuchaczem I Kursu Wojennej Szkoły Sztabu Generalnego – w okresie od dnia 16 czerwca do dnia 4 grudnia 1919 roku (na podstawie rozkazu Nr 187 Naczelnego Dowództwa WP z dnia 4 grudnia 1919 r. absolwenci kursu zostali zaliczeni do korpusu oficerów Sztabu Generalnego). Na mocy dekretu Naczelnego Wodza Wojska Polskiego z dnia 19 sierpnia 1920 r. został zatwierdzony z dniem 1 kwietnia 1920 roku w stopniu kapitana w piechocie. W wojnie z bolszewikami wziął udział, między innymi, na stanowisku szefa sztabu XXV Brygady Piechoty.
Na dzień 1 czerwca 1921 roku pełnił służbę w XXV Brygadzie Piechoty, pozostając w tym okresie etatowym oficerem 43 pułku piechoty w randze kapitana. Następnie do dnia 8 października 1921 roku piastował stanowisko szefa sztabu 24 Dywizji Piechoty w Jarosławiu, po czym został przeniesiony na analogiczne stanowisko do 13 Dywizji Piechoty w Równem.
Dekretem Naczelnika Państwa i Wodza Naczelnego z dnia 3 maja 1922 r. (dekret L. 19400/O.V.) został zweryfikowany w stopniu kapitana, ze starszeństwem z dniem 1 czerwca 1919 r. i 299. lokatą w korpusie oficerów piechoty. Jego oddziałem macierzystym pozostawał wówczas nadal 43 pp, a służbę pełnił jako oficer przydzielony do Sztabu Generalnego Wojska Polskiego. W roku 1923 zajmował już 249. lokatę wśród kapitanów korpusu piechoty i jako nadetatowy oficer 43 pp oddelegowany był nadal do Sztabu Generalnego. Służbę pełnił wówczas wciąż na stanowisku szefa sztabu 13 Dywizji Piechoty. W tym czasie kpt. Werschner był już odznaczony Krzyżem Srebrnym Orderu Virtuti Militari (nadanym przez Wodza Naczelnego dekretem L. 2837) oraz dwukrotnie Krzyżem Walecznych.
Z dniem 2 listopada 1923 roku został przydzielony z 13 DP do macierzystego 43 pułku piechoty, z jednoczesnym odkomenderowaniem na jednoroczny Kurs Doszkolenia 1923/24 w warszawskiej Wyższej Szkole Wojennej (był to III Kurs Doszkolenia, który odbywał się w dniach od 2 listopada 1923 r. do 15 października 1924 roku). Na podstawie rozporządzenia z dnia 31 marca 1924 r., wydanego przez Prezydenta Rzeczypospolitej Polskiej Stanisława Wojciechowskiego, został awansowany do stopnia majora, ze starszeństwem z dniem 1 lipca 1923 roku i 92. lokatą w korpusie oficerów piechoty. Z dniem 15 października 1924 roku, po ukończeniu kursu i otrzymaniu dyplomu naukowego Oficera Sztabu Generalnego, został przydzielony (z jednoczesnym macierzystym przeniesieniem) do 44 pułku piechoty na stanowisko dowódcy III batalionu. W roku 1924 zajmował 91. lokatę wśród majorów piechoty w swoim starszeństwie i nadal dowodził III batalionem 44 pułku piechoty (batalion ten detaszowany był we Włodzimierzu Wołyńskim). W tym samym roku piastował również stanowisko prezesa klubu sportowego WKS Hallerczyk.
W dniu 16 lutego 1926 roku ogłoszono przydzielenie majora SG Adama Werschnera z 44 pułku piechoty do 13 Dywizji Piechoty na stanowisko szefa sztabu (stanowisko to objął powtórnie, gdyż sprawował tę funkcję już na początku lat 20.). W czerwcu 1927 został przeniesiony na stanowisko szefa Oddziału Ogólnego Sztabu Dowództwa Okręgu Korpusu Nr VI we Lwowie. W roku 1928 zajmował już 80. lokatę wśród majorów korpusu piechoty w swoim starszeństwie i pełnił nadal, jako oficer 44 pp, służbę w D.O.K. Nr VI we Lwowie (przynależał wówczas do kadry oficerów piechoty). W kwietniu 1929 roku przeniesiony został do Oddziału III Sztabu Głównego, służąc w którym zajmował w 1930 roku – 49. lokatę łączną wśród majorów piechoty (była to jednocześnie 36. lokata w starszeństwie). W tym samym roku pełnił obowiązki członka nowo wybranego Zarządu Ligi PZPN z ramienia Czarnych Lwów. Na dzień 15 kwietnia 1931 r. nadal pełnił służbę na stanowisku oficera Oddziału III SG Wojska Polskiego.
Na podstawie zarządzenia z dnia 14 grudnia 1931 r., wydanego przez Prezydenta Rzeczypospolitej Polskiej Ignacego Mościckiego, został awansowany do rangi podpułkownika, ze starszeństwem z dniem 1 stycznia 1932 roku i 5. lokatą w korpusie oficerów piechoty. W 1932 roku nadal pełnił służbę w Sztabie Głównym Wojska Polskiego, zajmując wciąż 5. lokatę pośród podpułkowników piechoty ze swego starszeństwa. Zarządzeniem Prezydenta RP opublikowanym w dniu 19 marca 1933 roku, zezwolono ppłk. dypl. Adamowi Werschnerowi na przyjęcie i noszenie Krzyża Komandorskiego Orderu Korony Rumunii. Od dnia 19 czerwca 1933 r. pełnił funkcję zastępcy szefa Oddziału III Sztabu Głównego. Na dzień 1 lipca 1933 roku zajmował 230. lokatę łączną pośród podpułkowników korpusu piechoty (była to jednocześnie 4. lokata w swoim starszeństwie), a na dzień 5 czerwca 1935 roku była to już 193. lokata wśród wszystkich podpułkowników piechoty (a zarazem nadal 4. lokata w starszeństwie). W tym okresie cały czas pełnił służbę w Sztabie Głównym Wojska Polskiego. Z początkiem czerwca 1935 roku został wybrany członkiem zarządu Towarzystwa Wiedzy Wojskowej na rok 1935/36.
Od października 1935 roku do dnia 20 lipca 1937 r. zajmował stanowisko zastępcy dowódcy 14 pułku piechoty z Włocławka. Z dniem 30 lipca 1937 roku został przydzielony na stanowisko dowódcy 50 pułku piechoty Strzelców Kresowych w Kowlu, wchodzącego w skład 27 Dywizji Piechoty. Na dzień 23 marca 1939 roku zajmował 3. lokatę wśród podpułkowników piechoty w swoim starszeństwie i nadal dowodził 50 pułkiem piechoty.
Na czele 50 pułku piechoty wziął udział w II wojnie światowej dowodząc nim podczas walk kampanii wrześniowej. W dniach od 19 do 21 sierpnia 1939 r. pododdziały pułku przetransportowane zostały do rejonu koncentracji w pobliżu Inowrocławia. W dniu 26 sierpnia pułk wyruszył transportem kolejowym w okolice Starogardu (wyładunek nastąpił na stacjach kolejowych Ocypel i Osieczna). Dnia 1 września 1939 r. pułk otrzymawszy rozkaz wymarszu w kierunku Fordonu rozpoczął przemieszczanie. Następnego dnia pułk stoczył krwawą walkę w okolicach Świekatowa, ponosząc dotkliwe straty (poległo dwóch dowódców batalionów oraz wszyscy dowódcy kompanii strzeleckich I batalionu). Rozbity pułk wycofał się do lasów Nadleśnictwa Wierzchlas, gdzie podpułkownik Werschner osobiście uporządkował swoje pododdziały. Po uporządkowaniu szeregów zajęto pozycje obronne na linii Trutnowo – Jezioro Zaleskie – Jezioro Szewnieńskie. W godzinach wieczornych 2 września stoczono ciężkie walki w obronie przesmyków jeziornych. W godzinach nocnych ppłk Werschner udał się do sztabu Grupy Operacyjnej „Czersk”, której dowódca (gen. bryg. Stanisław Grzmot-Skotnicki) podporządkował pozostałości 50 pp dowódcy 9 Dywizji Piechoty – płk. Józefowi Werobejowi. W dniu 3 września po północy 50 pułk piechoty otrzymał rozkaz przejścia w rejon miejscowości Franciszkowo. Wejście resztek pułku na szosę Świecie – Tuchola, wobec panującego na niej chaosu i zatoru, doprowadziło do przemieszania i rozerwania poszczególnych kompanii. Był to kres istnienia 50 pułku piechoty Strzelców Kresowych jako zwartej jednostki.
Po wybuchu I wojny światowej dostał się do niemieckiej niewoli w dniu 4 września 1939 roku. Przetrzymywany był w oflagach: X A Itzehoe, X C Lübeck i II D Gross-Born (numer jeniecki: 410). Podczas pobytu w oflagu X A w Itzehoe (1939–1941) piastował okresowo funkcję polskiego zastępcy komendanta obozu, a następnie komendanta obozu.
Po wojnie przebywał na emigracji w Stanach Zjednoczonych. Zamieszkał w stanie Illinois – w mieście Steger (hrabstwo Cook). Zmarł w Chicago Heights dnia 18 kwietnia 1976 roku. W dniu 24 kwietnia tegoż roku odbyła się ceremonia pogrzebowa, po której spoczął na cmentarzu w Steger.
Jego żoną była Stanisława (córka Franciszka i Ewy z Gromadzkich), urodzona w okolicach Łomży dnia 28 maja 1894 i zmarła w dniu 29 grudnia 1957 w amerykańskim Steger. Spoczęła w jednym grobie razem z mężem.

## Ordery i odznaczenia
- Krzyż Srebrny Orderu Wojskowego Virtuti Militari nr 4558[2][21][45]
- Krzyż Walecznych dwukrotnie[5][45]
- Złoty Krzyż Zasługi – 19 marca 1935 „za zasługi w służbie wojskowej”[51][52]
- Srebrny Krzyż Zasługi – 16 marca 1928 „za zasługi na polu organizacji  wojska i rozwoju sportu”[53][32]
- Krzyż Komandorski Orderu Korony Rumunii – 19 marca 1933[54]
- Order Krzyża Orła III klasy (Estonia)[55]

- Krzyż Zasługi Wojskowej 3 klasy z dekoracją wojenną (1916)[56][10] i z mieczami (Austro-Węgry, przed 1918)[11]
- Srebrny Medal Zasługi Wojskowej na wstążce Krzyża Zasługi Wojskowej – przed 1916[9] i z mieczami (przed 1918)[11], po raz drugi (przed 1918)[11]
- Brązowy Medal Zasługi Wojskowej na wstążce Krzyża Zasługi Wojskowej – przed 1916[9] i z mieczami (przed 1918)[11]
- Krzyż Wojskowy Karola – 1917[11]